# بلاینای گونت
بلاینای گِونت (انگلیسی: Blaenau Gwent، تلفظ: ‎/ˌblaɪnaɪ ˈɡwɛnt/‎) یکی از ۲۲ شهرستان مستقل ولز است که در جنوب این کشور واقع شده‌است. این شهرستان از شرق با شهرستان مونموث‌شر و توروین، از غرب با کایرفیلی و از شمال با پویس مجاورت دارد. آبرتیلری، برین‌موور، تِردگار و ابو ویل (مرکز شهرستان) از مهمترین شهرهای شهرستان بلاینای گونت هستند. مرتفع‌ترین منطقه این شهرستان کوه کویتی با ارتفاع ۵۷۸ متر است.
بلاینی گونت در سال ۱۹۷۴ میلادی تبدیل از قصبه تبدیل به شهر و در سال ۱۹۹۶ تبدیل به یک شهرستان مستقل در ولز شد. این شهرستان بیشترین شمار کودکان بی‌خانمان را در ولز داراست. در سرشماری سال ۲۰۱۱ در بریتانیا، ۷٫۸٪ ساکنان این شهرستان (۵٬۲۸۴) به زبان ولزی صحبت می‌کنند.